# European Community Shipowners’ Associations
Die European Community Shipowners’ Associations (ECSA, deutsch etwa 'Europäische Vereinigung von Reedereiverbänden') wurde 1965 gegründet als 'Comité des Associations d’Armateurs des Communautés Européennes' (CAACE). 1990 änderte sie ihren Namen. Mitglieder sind alle 21 Reedereiverbände in EU-Ländern sowie der norwegische Reedereiverband.
Die ECSA ist ein Branchenverband und ein Interessenverband. Er vertritt Interessen seiner Mitglieder gegenüber EU-Institutionen (z. B. EU-Kommission), EU-Mitgliedsländern oder Gruppen Mitgliedsländern und auch gegenüber internationalen Institutionen (z. B. UNO).
Die ECSA hat eine Reihe auf bestimmte Sachthemen oder Themenbereiche konzentrierte Arbeitsgruppen (diese heißen „committee“, „working group“ oder „Task force“, z. B. 'Safety & environment Committee', 'Air emissions working group', 'Piracy Taskforce').
Die ECSA hat ein Sekretariat in Brüssel (Generalsekretär: Alfons Guinier) und ein 'Board of Directors'.
Präsident der ECSA war bis Dezember 2013 Juan Riva; dann wurde Thomas Rehder (bis dahin „Vice-President“) in dieses Amt gewählt.
Die ECSA kooperiert fallweise mit anderen Institutionen, unter anderem mit dem im Jahr 2000 gegründeten 'World Shipping Council'.

## Mitgliedsverbände
(alphabetisch nach Staaten)
- Royal Belgian Shipowners’ Association[5]
- Bulgarian Shipowners Association[6]
- Danish Shipowners’ Association[7]
- Estonian Shipowners
- Finnish Shipowners’ Association
- Armateurs de France[8]
- Verband Deutscher Reeder[9]
- Union of Greek Shipowners[10]
- Irish Chamber of Shipping
- Confederazione Italiana Armatori[11]
- Lithuanian Shipowners
- Fedilshipping (Luxemburg)[12]
- Malta International Shipping Council
- Koninklijke Vereniging van Nederlandse Reders[13]
- Norwegian Shipowners’ Association
- Polish Shipowners’ Association
- Associacao de Armadores da Marinha de Comercio Rocha de Conde D’Obidos
- Slovenian Association of Shipowners
- Asociacion de Navieros Espanoles (Spanien)[14]
- Swedish Shipowners’ Association[15]
- UK Chamber of Shipping  (Vereinigtes Königreich = Großbritannien)[16]
- Joint Cyprus Shipowners’ Association